# Ayrton Senna halála

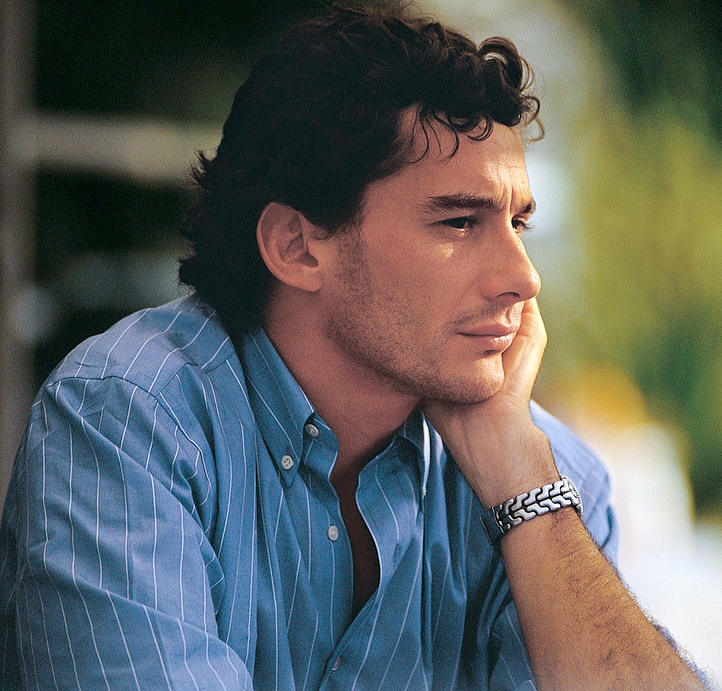
Ayrton Senna

A háromszoros Formula–1-es világbajnok Ayrton Senna 1994. május 1-jén a San Marinó-i nagydíjon, az Autodromo Enzo e Dino Ferrari versenypályán szenvedett halálos kimenetelű balesetet, miután versenyautójával a betonfalnak ütközött a Tamburello kanyarban. Az előző napi időmérő edzésen az osztrák Roland Ratzenberger szintén halálos baleset áldozatává vált. Az ő és Senna balesete volt tizenkét év után az első halálos kimenetelű ütközés a sportágban, az azt követő időszak számos biztonsági előírás létrejöttét és szigorítását idézte elő.
1994 májusának első hétvégéje az autóversenyzés és a Formula–1 talán legsötétebb hétvégéje volt. Az első baleset már a pénteki szabadedzésen megtörtént, ekkor Rubens Barrichello még szerencsésnek bizonyult. Másnap hunyt el az osztrák Ratzenberger, aki Riccardo Paletti 1982-es halála óta az első áldozata volt a sportágnak. A vasárnapi versenyen újabb haláleset történt, melynek következtében a Formula–1 egyik legnagyobb egyénisége vesztette életét. Ayrton Sennát a bolognai kórházba szállították, azonban nem tudták megmenteni az életét. A kettős tragédia hatására számos biztonsági reform került bevezetésre a királykategóriában, már az elkövetkező monacói futamtól.
Az esetet hosszú éveken át tartó bírósági tárgyalások és számos találgatás követte. Volt aki a Williams csapat vezetőinek felelősségét hangsúlyozta, volt aki szerint Senna hibázott a végzetes baleset előtt. Az Olasz Legfelsőbb Bíróság végül felmentette a vádlottakat, a baleset körülményei a mai napig tisztázatlanok. Az imolai versenyhétvégét követően 21 évig nem követelt áldozatot a Formula–1, 2015. július 17-én a francia Jules Bianchi hunyt el a 2014-es japán nagydíjon elszenvedett balesetének következtében.
A mai korban Ayrton külön klasszist képviselt. A legnagyobbak közé sorolom, Nuvolari, Fangio és Clark mellé. A sors fura fintora, hogy a sportág legnagyobb alakjai közül – Clark mellett – csak ő halt meg versenyzés közben. Halála többet jelent, mint a versenypályákon megfordult valaha volt legnagyobb sportember elvesztését. Az a sportoló halt meg, aki talán a legközelebb került a tökéletességhez.

## Előzmények
Senna az 1993-as bajnokságot követően elhagyta a McLaren istállót és 1994-re a Williams pilótája lett, ahol Alain Prost megüresedett helyét vette át Damon Hill csapattársaként. A brazil versenyző és a közvélemény is azt várta a brit istállótól, hogy megismétli előző két évben mutatott sikereit, amikor is Nigel Mansell és Prost is a Williams volánja mögött szerezte meg a világbajnoki címet. A címvédő csapat előnye még úgy is megmaradt, hogy erre az évre betiltották az elektronikus segédeszközöket.
Senna az év előtti teszten Estorilban így nyilatkozott a Williams FW16-ról:
Nagyon negatív érzésem van az autó vezetésével kapcsolatban, amellyel mindig a határon kell autóznom. Ezért nem volt egyetlen tiszta köröm sem, amit kényelmesen vagy magabiztosan teljesíthettem volna. Kényelmetlenül érzem magam az autóban. Megváltoztattuk az ülést és a kerekek elrendezését, de így is még több helyre lenne szükségem. Ezek közül a problémák közül néhány az elektronikus változás hiányára vezethető vissza. Az autónak is megvannak a maga sajátosságai, amelyeket még nem tudok teljesen magabiztosan uralni. Ez a szokásosnál sokkal feszültebbé tesz.
A problémák a szezon kezdetén is folytatódtak, Senna nem szerzett pontot az első két versenyen (brazil és a csendes-óceáni Grand Prix), annak ellenére, hogy mindkét esetben az első rajtkockából indulhatott. A Benetton fiatal német versenyzője, Michael Schumacher húsz pontos előnyre tett szert Sennával szemben az idény harmadik futama, az Imolában rendezett San Marinó-i nagydíjat megelőzően.

## 1994-es San Marinó-i nagydíj

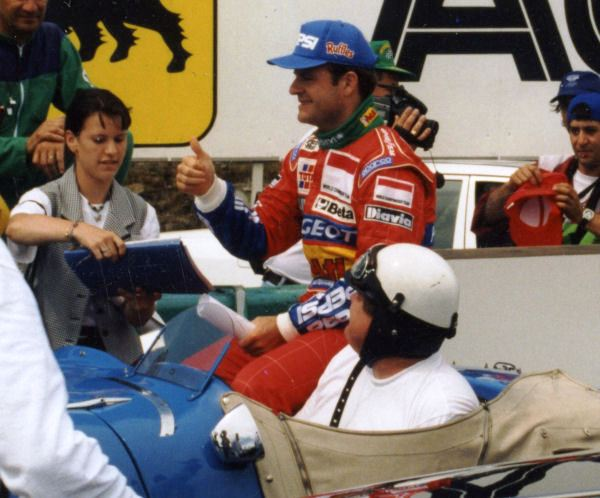
Rubens Barrichello, aki a pénteki szabadedzésen szenvedett balesetet

A pénteki szabadedzésen Senna pártfogoltja, a fiatal Rubens Barrichello szenvedett balesetet a Variante Bassa sikánnál, miután a Jordanjével 230 km/órás sebességgel a gumifalba csapódott. Senna azonnal kiszállt autójából és az Orvosi Központba sietett. Barrichello visszanyerte tudatát és megismerte a fölé hajoló Sennát, aki miután megbizonyosodott róla, hogy honfitársa túlélte a balesetet, visszatért autójához és folytatta az edzést.
A gyakorlás befejezése után elhagyta a pályát, és elment a Williams-motorházhoz, hogy részt vegyen a már előkészített sajtótájékoztatón. Ott azt mondta a részt vevő újságíróknak, hogy várjanak egy órát, miközben gépjárműmérnökükkel, David Brown-nal ellenőrizte a gépjármű problémáit. Az interjúk után Senna folytatta munkáját. Amikor megérkezett a szállodájába, a Castel San Pietróba, Senna állítólag felhívta a barátnőjét, Adriane Galisteut és sírva fakadt miközben elmesélte Barrichello aznapi balesetét.
Szombat reggel Senna 1 perc 22,03 másodpercre javította saját leggyorsabb hétvégi körét, és egyetértett csapattársával, Damon Hillel abban, hogy az autó javult az előző versenyekhez képest. Miután elhagyta az Orvosi Központot, Barrichello azt mondta Sennának, hogy visszatér Angliába, és televízión követi majd a futamot.
A délutáni időmérő edzés kezdete után, 18 perc elteltével a Simteket vezető Roland Ratzenberger 314 km/órás sebességgel a pályát övező betonfalnak rohant a Villeneuve kanyarban. Ratzenberger autója korábban olyan légörvénybe került, ami irányíthatatlanná tette a pilóta számára a korábban első szárnyaknál átállított versenyautót. Az ütközés után az autó visszasodródott a pályára, majd ott megállt. Senna látta a balesetet és azonnal a pitlane-be rohant. Amikor megérkezett, és Ratzenbergert elvitte a mentő, Senna megvizsgálta a sérült Simteket. Ezt követően a pálya melletti kórházból, a sportág állandó orvosától, az amúgy idegsebész Sid Watkinstől tudta meg, hogy Ratzenberger meghalt. Amikor mindenki elhagyta a központot, Watkins megpróbálta meggyőzni Sennát, hogy hagyja abba a versenyzést és hogy menjenek el együtt horgászni. Senna azt mondta Watkinsnak, hogy nem teheti, majd visszament a Williams garázsba, ahol Patrick Headdel és Frank Williamsszel közölte a helyzetet és úgy döntött, hogy a kvalifikáció további részén már nem vesz részt.
Senna ezt követően visszavonult a motorhomejába, ahol előtörtek könnyei és teljesen magába roskadt. Ez aggasztotta Williams-et, aki megkérte Betise Assumpção-t, Senna menedzserét, rendezzen egy találkozót, hogy megvitassák a brazil érzelmi állapotát. Senna úgy döntött, hogy nem vesz részt a futam előtti sajtótájékoztatón, de az FIA a szabályszegés ellenére sem indított fegyelmit. A következő napon azonban a verseny biztonságáért felelős bizottság tagjai Ratzenberger balesetének helyszínére akarták hívni, hogy elemezzék annak okait, de Senna undorodott ettől és ezt is megtagadta.

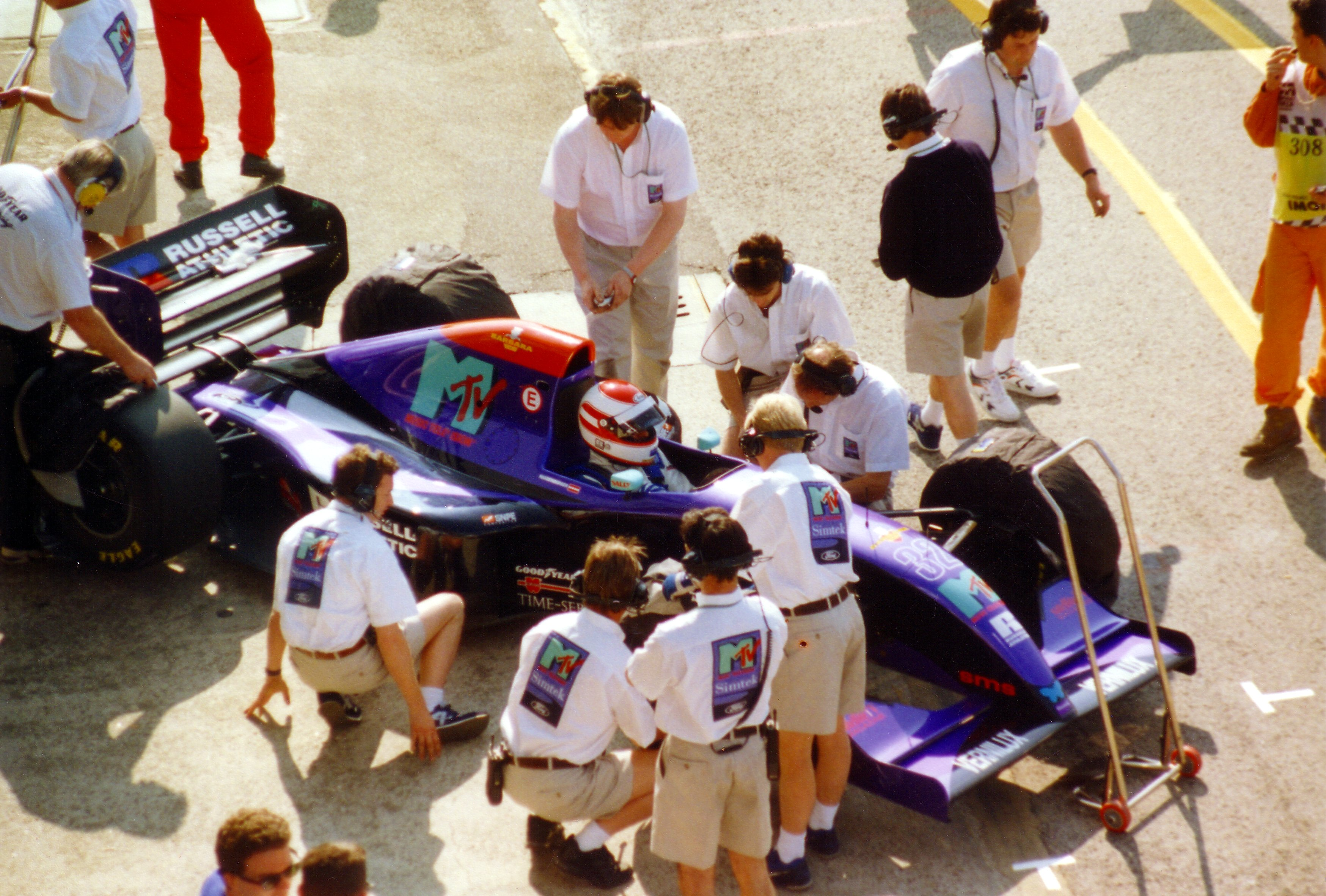
Roland Ratzenberger, aki az időmérő edzésen vesztette életét

Vasárnap reggel Senna volt a leggyorsabb, a bemelegítéskor kilenc tized másodperccel előzte meg a második helyezettet. Ezután észrevette korábbi McLarenes csapattársat és riválisát, Alain Prostot, aki egy asztalnál az ebédjét fogyasztotta. Fél órát beszélgettek, Senna pedig lobbizott, hogy Prost legyen segítségére a sport biztonságának javításában, majd abban maradtak, hogy a monacói nagydíj előtt találkoznak még.
Ezután Senna filmre vette egy körét az imolai pályán a francia televíziós csatorna, a TF1 számára, ahol köszöntötte Prostot aki mint szakkommentátor tevékenykedett: „Üdvözletem küldeném kedves barátomnak, Alainnak. Mindannyiunknak hiányozni fogsz, Alain.” Prost azt mondta, hogy meglepte és nagyon megérintette a megjegyzés.
A versenyzői eligazításon Senna Gerhard Bergerrel együtt vett részt. Mivel nem volt hajlandó beszélni, Bergert kérték meg, hogy mondja el csapattársa aggályait.
Senna újabb versenyzőkkel találkozott, hogy megvitassák a versenyzők csoportjának (a Grand Prix Drivers 'Association) újbóli létrehozását a Formula–1 biztonságának növelése érdekében. A legmagasabb rangú pilóta, Senna felajánlotta, hogy vezető szerepet vállal, már a következő Monacói nagydíjtól kezdve. Niki Lauda is azt javasolta, hogy Senna vezesse a csoportot, mert erős személyiség, aki hatással van pilótatársaira.

### A végzetes baleset

1994-es pályarajz, aTamburello kanyar elhelyezkedése

A verseny kezdetén Pedro Lamy és JJ Lehto ütköztek össze, rengeteg törmeléket hagyva a pályán, és megsebesítve egy-két nézőt is. A versenyigazgató beküldte a biztonsági autót, ami akkor egy Opel Vectra volt, amit Max Angelelli vezetett. A versenyzők öt kört tettek meg így, és az első helyen haladó Senna többször is bevágott a szerinte túlságosan lassú Angelelli elé, hogy megfelelő hőfokon tartsa a gumikat. Érdekesség, hogy a következő versenytől már másik autó látta el a biztonsági autó szerepét, mivel a rendezők is túl lassúnak találták.
A verseny a hatodik körben folytatódott, Senna pedig azonnal megfutotta a verseny leggyorsabb körét, őt pedig Schumacher követte. A 7. körben, azaz a második versenykörben Senna autója a Tamburello kanyarban 310 km/órás sebességgel elhagyta a pályát, és élesen a betonfalnak csapódott. A telemetriai adatok szerint Senna két másodperc alatt 218 km/órára lassított, így a becsapódás már ennél a sebességnél történt. Az autó orrkúpja teljesen amortizálódott, a jobb első kerékfelfüggesztés pedig azonnal eltört.
Miután Senna autója megállt, kezdetben mozdulatlan volt a pilótafülkében. Körülbelül tíz másodperc elteltével, amint a közeli felvétel azt rögzítette, a fejét balra emelte, mielőtt visszatérne az eredeti helyzetébe. Ezután már nem mozdult többé. Úgy tűnt, hogy a jobb első kerék az ütközés után fejen találhatta, míg a kerékfelfüggesztés egy darabja behatolt a pilótafülkébe, és átszúrta a sisak jobb frontális területét. A kerék ütközésének erőssége a fejtámlával szemben hátravetette a fejét, és halálos koponyatöréseket okozott, emellett úgy tűnt, hogy a kerékfelfüggesztés szúrása a pilóta jobb szemét érte. A három sérülés közül valószínűleg bármelyik halálos lett volna egyenként is.
Az ütközés után azonnal nyilvánvalóvá vált, hogy Senna valamilyen komoly sérülést szenvedett, mert sisakját mozdulatlanul lehetett látni, kissé jobbra húzódva. A fejének finom mozdulata a következő másodpercekben hamis reményeket vetett fel. Pillanatokkal a baleset után Angelo Orsi, egy fotós és Senna barátja készített fényképeket az autóban, miután a sisakját eltávolították, és Sennát kezelték. Annak ellenére, hogy számos ajánlatot kaptak, a fényképeket csak Orsi és a Senna család látta, akik ragaszkodtak ahhoz, hogy Orsi ne tegye közzé a fényképeket.
A tűzoltók megérkeztek az autóhoz, de nem tudták megérinteni Sennát, mielőtt megérkezett volna a képzett egészségügyi személyzet. Sennát a baleset után kivették az autóból. A televíziós közvetítés egy felső helikopter kameraképéből volt látható szerte a világon. Azon a területen, ahol az orvosi személyzet kezelte Sennát, a helyszínen jelentős mennyiségű vér volt a földön. A látható sérülések, amik Senna fejét érték, nyilvánvalóak voltak. Az orvosi személyzet mesterségesen tartotta fenn a légzést. A verseny leállt egy perc és kilenc másodperccel Senna balesete után. A Williams csapatvezetője, Ian Harrison felment a versenyirányításhoz, ahol a versenyhivatalnok megerősítette, hogy Senna balesete komoly volt. Bernie Ecclestone később érkezett és igyekezett megnyugtatni mindenkit.
Sid Watkins professzor, a világhírű idegsebész, a Formula–1 biztonsági főnöke a helyszínen légcsőmetszést hajtott végre a pilótán.
Watkins később jelentette:
„Halkan lélegzett. Felhúztam a szemhéját, és egyből megbizonyosodtam arról, hogy súlyos agysérülése van. Kiemeltük a pilótafülkéből, és letettük a földre. Mint ahogy mi is, ő is sóhajtott, és bár nem vagyok vallásos, úgy gondolom, abban a pillanatban a lelke elhagyta a testét.”
Watkins életmentő beavatkozásként kitisztította a légutakat, a vérkeringése fenntartása érdekében a balesetben elveszett vért vérátömlesztéssel pótolta és a nyaki területet rögzítette. Egy orvosi helikopterrel az őt ápoló Giovanni Gordini kíséretében Sennát a bolognai Maggiore kórházba szállították. Körülbelül tíz perccel Senna balesete után, egy félreértés miatt a Larrousse pilótája, Érik Comas elhagyta a bokszutcát és a pályára hajtott. Az esetet kiszúrta a szakkommentátorként jelen lévő John Watson, aki később ezt mondta „ez volt a legnevetségesebb dolog, amit valaha láttam az életemben.”
Senna autóját végül felemelték egy teherautóra, és visszatértek a pitlane-be. Azonban egy ismeretlen személy ragaszkodott hozzá, hogy az autóban lévő feketedoboz adatait el kell távolítani. 15.00-kor a helikopter leszállt a Maggiore kórház előtt. Az orvosok Sennát intenzív ellátásban részesítették; az agyi vizsgálat megerősítette a pályán elvégzett diagnózist. 15.15-kor Senna szíve megállt, az orvosok azonban újraélesztették és lélegeztetőgépre helyezték. Senna testvére, Leonardo papot hívatott, hogy végezze el az ilyenkor szokásos teendőket. Erre 18.15-kor került sor, mikor is Amadeo atya feladta az utolsó kenetet, majd Isten kegyelmébe ajánlotta Sennát, akinek a szíve 18.37-kor újra leállt, ekkor úgy döntöttek, hogy nem élesztik újra. Maria Teresa Fiandri orvos, a kórház sürgősségi osztályvezetője, aki fiaival otthonról nézte a versenyt, és a baleset után azonnal elment a kórházba, ugyanabban az időben érkezett, amikor Senna helikoptere, huszonnyolc perccel a baleset után. Dr. Fiandri volt felelős azért, hogy az orvosok részéről friss tájékoztatást nyújtson a kórházban összegyűlt médiaképviselők és a nyilvánosság számára, és 18.40-kor ő jelentette be Senna halálát.
Később kiderült, hogy az egészségügyi alkalmazottak Senna autójában egy osztrák zászlót találtak. Senna az előző nap elhunyt Ratzenbergerről akart megemlékezni a verseny után.

### Temetése

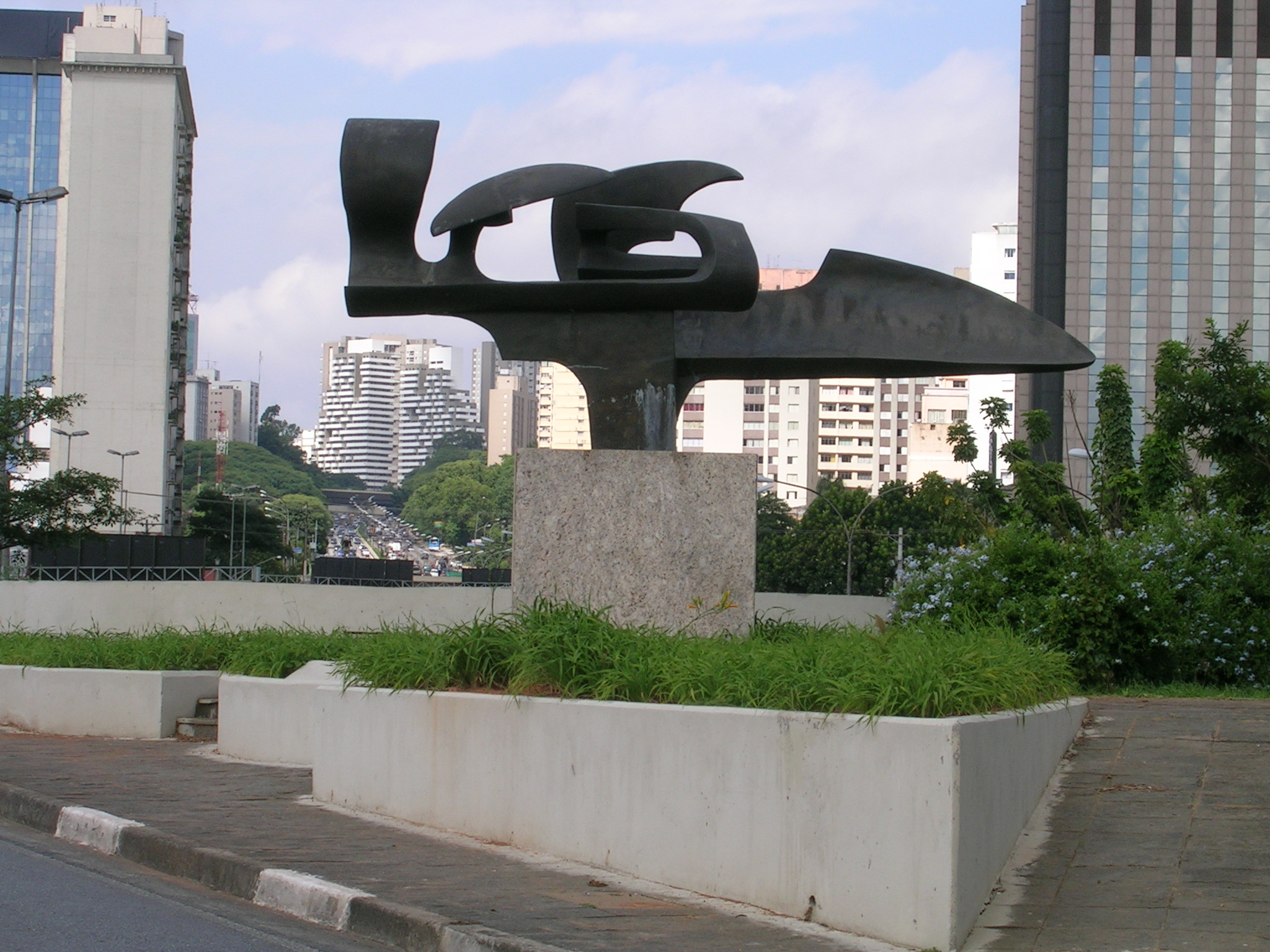
Ayrton Senna emlékműve, Melinda Garcia munkája. Ibirapuera Park, São Paulo, Brazília

Senna halálát számos brazil rajongója úgy ítélte meg, mint egy nemzeti tragédiát, a brazil kormány pedig három napon át tartó nemzeti gyászt rendelt el. A légitársaság politikájával ellentétben Senna koporsóját nem rakományként szállították vissza hazájába, így fiatalabb testvére, Leonardo, és közeli barátok is együtt utazhattak vele haza. Senna koporsóját egy nagy brazil zászló fedte le.
Az 1994. május 5-én tartott temetést élőben közvetítette a brazil televízió, a becslések szerint hárommillió ember ment ki São Paulo utcáira, hogy utolsó útján kísérhesse a bajnokot. Sok prominens, az autóversenyzés világában meghatározó személyiség vett részt Senna állami temetésén, nevezetesen Alain Prost, Gerhard Berger, Jackie Stewart, Damon Hill, Thierry Boutsen, Rubens Barrichello és Emerson Fittipaldi. Azonban Senna családja nem engedte a FOM elnökének, Bernie Ecclestone-nak, hogy részt vegyen a szertartáson, így ő az FIA elnökével, Max Mosley-val Roland Ratzenberger május 7-én Salzburgban tartott temetésén vettek részt. Mosley erről egy tíz évvel későbbi interjúban azt mondta: „Elmentem a temetésére, mert mindenki Senna búcsúztatásán vett részt. Úgy gondoltam, hogy fontos, hogy valaki az övén is jelen legyen.” Senna São Paulo-i Morumbi temetőben lelt örök nyugalomra. Sírján a „Nada pode me separar do Deor amor” felirat olvasható, ami azt jelenti: „Semmi sem tud elválasztani engem Isten szeretetétől”.
A következő monacói nagydíjon Senna és Ratzenberger emlékének adózva az FIA úgy döntött, hogy az első két rajtkockát üresen hagyják, egy brazil, illetve egy osztrák zászlót felfestve az autók helyére.

## Reakciók
Az ESPN, amely a San Marinói nagydíjat az Amerikai Egyesült Államokban sugározta, egy NASCAR futamot is közvetített aznap a Talladega Superspeedwayről. Senna halálának hírét továbbították a versenyszervező Bob Jenkinsnek, és a futamgyőztes Dale Earnhardt a verseny utáni sajtótájékoztatón megemlékezett az elhunyt brazil autóversenyző társáról.
Brazíliában az ország televíziós hálózata a nap hátralévő részében megszakította rendes adásmenetét, hogy bejelentse Senna halálát, és visszajátszotta az utolsó interjút, amit a baleset előtti napon adott a médiának. Sok autóverseny rajongó gyűlt össze a Maggiore kórháznál, hogy leróják tiszteletüket, ami nagy forgalmi dugót okozott. Mások a Williams gyár előtt gyülekeztek, mintegy 200 ember helyezett el virágot a gyár kapujában.
Az olasz és a brazil sajtó kritikus volt a Nemzetközi Automobil Szövetséggel szemben és azt követelték, hogy már abban az évben lépjenek hatályba a szigorított biztonsági előírások. A Benettonos Schumacher is felszólította az illetékeseket a biztonság javítására. A BBC Sport kommentátora, Murray Walker Senna haláláról azt mondta, „ez volt a legfeketébb nap a Grand Prix-k történetében, amire vissza tudok emlékezni.” 

## Boncolás

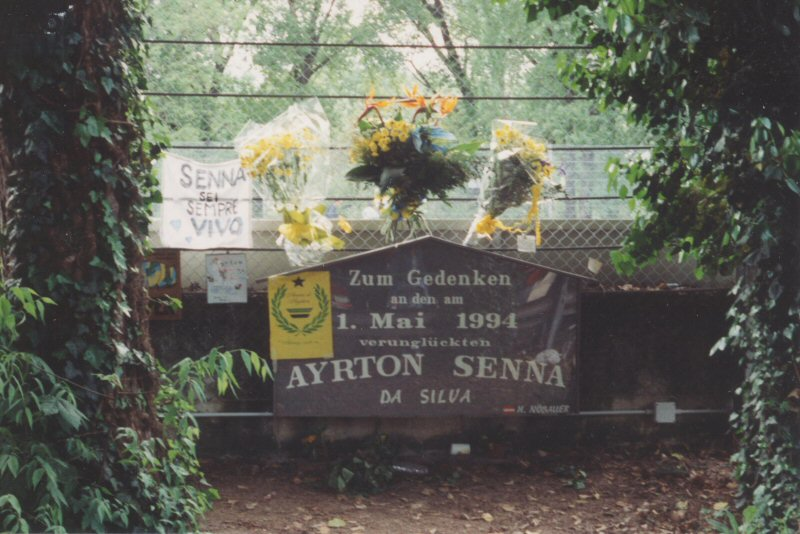
Senna emléktáblája a pálya mellett Imolában

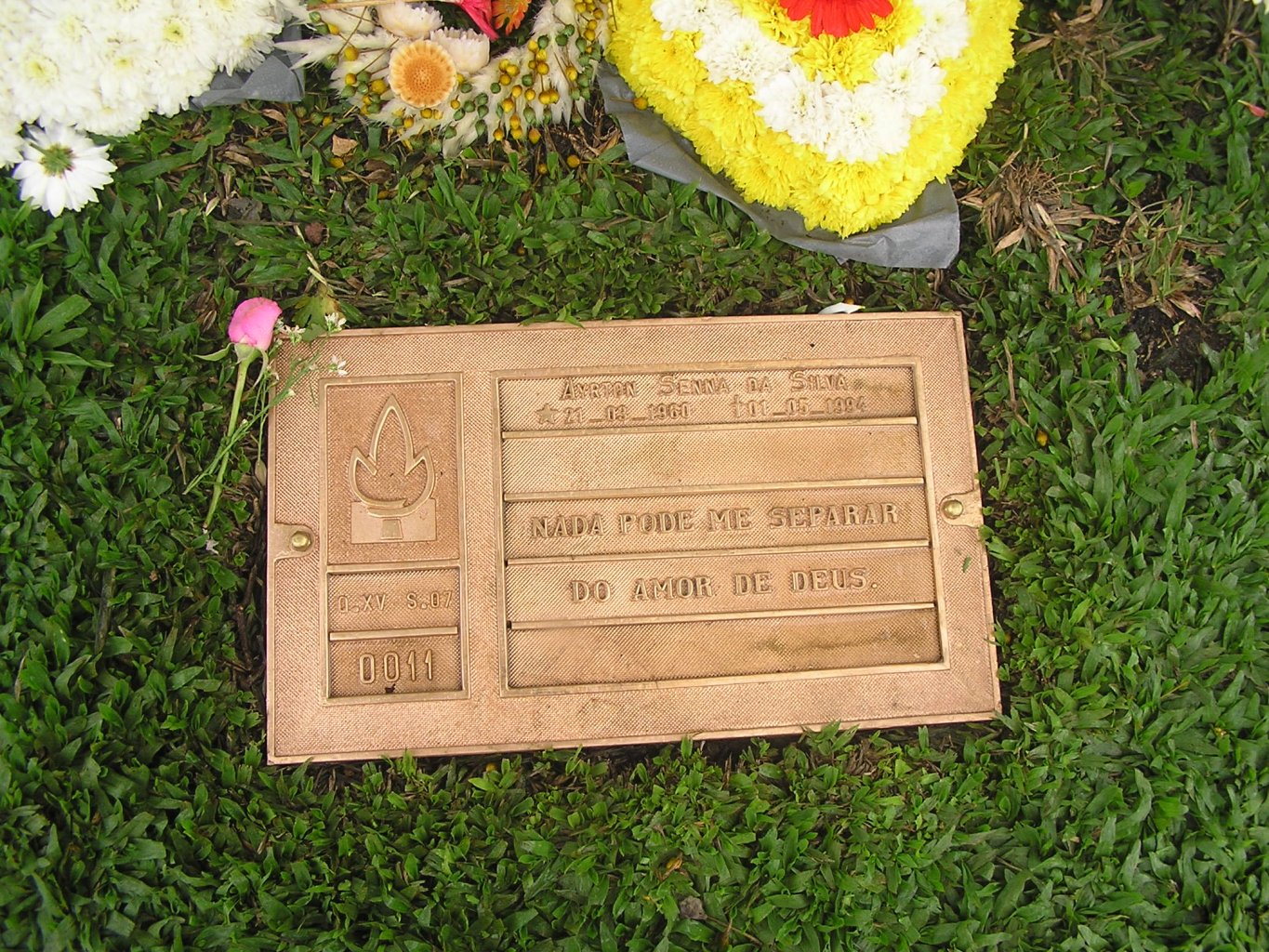
Ayrton Senna sírköve a São Paulo-i Morumbi temetőben

A bírósági eljárások során az olasz bíróságok előtt 1997. március 3-án, a szakértői tanúvallomások alapján és a patológus, Dr. Cipolla véleményére alapozva Senna halálának hivatalos időpontjának 1994. május 1. 14.17 percet állapítottak meg, ami egybeesik az agyhalál beálltával. A FIA és az Olasz Motorsport Szövetség továbbra is fenntartották, hogy Senna nem halt meg azonnal, hanem csak a kórházban azt követően, hogy helikopterrel Bolognába szállították.
Azóta is folyamatos vita folyik arról, hogy miért nem jelentették be Senna halálát már ott a pályán. Az olasz jog szerint a halálos kimenetelű baleseteket a bűncselekmény gyanúja miatt minden esetben meg kell vizsgálni. A halálos kimenetelű tevékenységeket, például egy sporteseményt haladéktalanul fel kell függeszteni és a baleset helyszínét biztosítani kell.
A portói Igazságügyi Orvostani Intézet egykori igazgatója, José Eduardo Pinto da Costa professzor a következőket állapította meg:
Etikai szempontból az alkalmazott eljárás helytelen volt. Egyrészt a művi életben tartás (dysthanasia), mivel helytelen az a gyakorlat, amikor a balesetet szenvedett személynél agyhalála beállta után még mesterségesen életben tartják annak ellenére, hogy olyan súlyos agysérüléseket szenved, melyekből nem fog tudni felépülni. Az biztos, hogy sérülései miatt Senna soha többé nem lett volna alkalmas normális életre és emberi kapcsolatokra. Lényegtelen ebből a szempontból, hogy amikor Ayrtont kivették az autóból, a szíve még vert, vagy hogy működött-e a vérkeringése vagy esetleg már elvérzett, ezek nem játszottak szerepet halálának bekövetkeztében.

A boncolás kimutatta, hogy a baleset során a koponya több helyen eltört, zúzódások voltak a homlokán és a légutak bevéreztek. Arra ugyan van esély, hogy valakit újraélesszenek közvetlenül a szívhalál beállta után és a beavatkozáshoz volt megfelelő berendezés is. Orvosi-jogi szempontból azonban Ayrton ügyében az a kényes pont: hogy miért élesztették újra?

Etikai szempontból ezt el lehet ítélni, mert az intézkedések nem szigorúan orvosi ellátást jelentenek a beteg számára, hanem inkább a szervezet kereskedelmi érdekeit szolgálják. Valójában helyreállt az újraélesztés, a légcsőmetszés végrehajtásával, míg a szív aktivitását kardió-légzőkészülékek segítségével helyreállították. A szóban forgó magatartás minden bizonnyal ellentmondásos volt. Bármelyik orvos tisztában lenne vele, hogy semmilyen lehetőség nem volt az élet helyreállítására olyan állapotban, amelyben Sennát találták.
José Pratas Vital idegsebész professzor, az Egas Moniz Kórház igazgatója más véleményen volt:
A boncolást végző emberek azt állították, hogy a sérülések egyértelműen bizonyították, Senna halott volt. Ezt azonban nem jelenthetik ki. Volt olyan sérülése, amely a halálához vezetett, de ekkor a szív még működött. Az az orvos, aki egy sérült emberen azt veszi észre, hogy a szíve még mindig ver, csak két dolgot tehet: az egyik az, hogy a beteg légútjait szabadon hagyja, amennyiben tud lélegezni. Életmentő légcsőmetszést kellett végrehajtaniuk. Az oxigén és a szívverés mellett van egy másik aggodalom, ami a vérvesztés. Ezek a lépések minden esetben komoly sérülésekkel járnak, akár az utcán, akár a versenypályán. Egy mentőcsapat ebben a pillanatban semmi másra nem gondolhat, kivéve, hogy segítséget nyújt a betegnek, különösen a nyaki terület rögzítésével. Ezután a sérült személyt haladéktalanul be kell vinni a legközelebbi kórház intenzív osztályára.
Rogério Morais Martins, az Ayrton Senna Promotions-től (később az Ayrton Senna Institute, Senna halála után) megállapította, hogy:
A Dr. Maria Teresa Fiandri által felolvasott első klinikai közlemény szerint 16.30-kor Ayrton Senna agya súlyosan károsodott a vérveszteség és a mély kóma miatt. Az orvosok azonban nem észleltek mellkasi vagy hasi sebeket. A vérzést temporális artéria törése okozta. A kórház idegsebésznője elmondta, hogy a körülmények nem igényeltek műtétet, mert a sebet a koponyában általánosították. 18.15-kor Dr. Fiandri újabb közleményt olvasott, hangja remegett, és bejelentette, hogy Senna meghalt. Ekkor még mindig nem vették le a lélegeztetőgépről.
A boncolás eredményeként az olasz hatóságok elárulták, hogy a pilóta az imolai pályán, az ütközés után azonnal meghalt, ezáltal még több vitát kiváltva. A kórházi szóvivő később jelezte, hogy Senna még lélegzett mikor megérkeztek vele Bolognába, míg megjegyezte, hogy az előző nap elhunyt Ratzenberger azonnal meghalt a balesete után. Az olasz jog szerint már ebben az esetben is fel kellett volna függeszteni mindennemű sporteseményt és ez megakadályozhatta volna Senna halálát.
A vonatkozó olasz jogszabályok előírják, hogy ha egy sportesemény során haláleset történik, haladéktalanul meg kell szüntetni, és a területet le kell zárni a vizsgálat céljából. Ratzenberger esetében ez azt jelentette volna, hogy a vasárnapi edzést és San Marino-i Nagydíjat törlik.
Az orvosszakértők nem tudták egyértelműen kijelenteni, hogy Ayrton Senna azonnal életét vesztette, mindazonáltal jól tudták, hogy túlélési esélyei halványak. Ha életben maradt volna, az agykárosodás súlyosan hátráltatta volna a mindennapi életben. Az ilyen balesetek szinte mindig végzetesek, a túlélők pedig visszafordíthatatlan agykárosodást szenvednek. Ez a hirtelen lassulás agyra gyakorolt hatásának eredménye, ami strukturális károsodást okoz az agyszövetekben. A Senna balesetének következtében fellépő erő a becslések szerint a 30 méteres függőleges zuhanás fejre mért ütésének megfelelő volt. A boncolás során megállapított bizonyítékok azt mutatták, hogy a 208 km/órás ütközés hatása többszörös sérüléseket okozott a koponyánál, ami légzési elégtelenséghez vezetett.
Az agy több zúzódást szenvedett (amely a koponyában vérzést, majd ödémát okozott, a növekvő kraniális nyomás pedig az agyhalálhoz vezetett), a légutak törése és bevérzése pedig szívelégtelenséget okozott.
Két ellentétes elmélet létezik abban a kérdésben, hogy a versenyzők még életben voltak-e, amikor őket a kórházba tartó a helikopterekbe helyezték. Feltételezve, hogy mind Ratzenberger, mind Senna azonnal meghalt, a versenyszervezők esetleg azért késleltethették a bejelentést, hogy ne kelljen törölni a versenyt, ezzel védve pénzügyi érdekeltségeiket.
Abban az esetben, ha a futamot törlik, a Sagis – az imolai versenypálya irányító szervezete – körülbelül 6,5 millió dollárt veszített volna.

## Az olasz ügyészség vizsgálatának eredménye
A Williams csapat vezető tagjai sok éven át jártak bírósági meghallgatásokra, miután emberölés vádjával állították őket ítélőszék elé. Az eredeti, 1997-es tárgyalást követően a bíró úgy döntött, hogy bár az ügyészség nem bizonyította vádjait, az eljárás folytatódjon a legmagasabb fokú olasz bíróságon. 2007. április 13-án az olasz ítélőszék a következő közleményt adta ki: „Megállapítottuk, hogy a balesetet a kormányoszlop hibája okozta. Ennek a hibának az oka a rosszul eltervezett és rosszul végrehajtott változtatás volt, és ennek felelőssége Patrick Headre esik, amiért ennek tényét elhallgatta”. Headet azonban nem tartóztatták le, mert az ottani törvények szerint 7 év és hat hónap után a bűncselekmény elévült, az ítéletet pedig 13 évvel a balesetet követően hirdették ki.
A bűnügyi vádak az autós kormányoszlopra összpontosultak, amelyről megállapították, hogy módosított felületen tört el. Az ügyészség állítását a Williams istálló elismerte, hozzátéve, hogy ez csak a baleset előidézésének oka volt. Senna nem szerette a kormánykerék helyzetét az üléshelyzethez képest, és azt kérte, hogy változtassanak. Patrick Head és Adrian Newey Senna kérésére változtattak az FW16 kormányszerkezetén.
A Cineca a fedélzeti kamera által rögzített anyagot elemzésre nyújtotta be, amelyen nyomon követhető a kormánykerék mozgása a verseny alatt. A Williams csapat is bemutatta saját videóját, igazolni akarván ezzel, hogy a kormánykerék mozgása normális volt, és amelyben David Coulthard is úgy nyilatkozott, hogy annak eltöréséhez „nagyon jelentős” erőhatásra van szükség. Michele Alboreto ezzel szemben tanúsította, hogy a kormánykerék mozgása abnormális volt, jelezve, hogy mindez „azt bizonyítja, hogy valami eltört Senna Williamsében, és a felvételeken a kormány mozgásában is észrevehető néhány centiméteres deficit.”
1997. december 16-án Frank Williamset és öt munkatársát felmentették a vádak alól. A 381 oldalas jelentésből Antonio Constanzo bíró arra a következtetésre jutott, hogy nem állapítható meg a kormányoszlop meghibásodása, illetve, hogy ez okozta volna Senna balesetét, mint ahogy az sem bizonyítható, hogy Head vagy Newey felelősséggel tartozik a történtekért. 1999. november 22-én a fellebbviteli bizottság helybenhagyta a felmentő ítéletet, Head és Newey büntetését pedig egy évre felfüggesztették.
2002 áprilisában Senna FW16-osa visszakerült a Williams csapathoz. Senna sisakja visszakerült a Bellhez, majd elégették. A kocsi motorja visszakerült a Renaulthoz, sorsa ismeretlen.
2003 januárjában az Olasz Legfelsőbb Bíróság újra elővette az ügyet, és kimondta, hogy a vizsgálatok során „lényeges hibákat” ejtettek, utalva ezzel a bolognai fellebbviteli bíróság véleményére. 2005. május 27-én a bíróság felmentette Adrian Neweyt, majd 2007. április 13-án az Olasz Legfelsőbb Bíróság elutasította a súlyosbító kérelmet és felmentette Patrick Headet is, mondván nem bizonyítható a „rosszul tervezett és rosszul kivitelezett változtatás”, és az esemény „előreláthatósága és megelőzhetősége” sem nyert bizonyítást.
2011 májusában a Williams FW16-ost tervező Adrian Newey így nyilatkozott a baleset körülményeiről: „Az igazság az, hogy soha senki nem fogja tudni, hogy pontosan mi történt. Kétségtelen, a kormányoszlop nem sikerült hibátlanra, a kérdés viszont az, mi is okozta a balesetet? Nem volt sem anyagfáradságra, sem törésre utaló nyom. Ennek ellenére minden bizonyíték arra utal, hogy az autó nem emiatt tért le a pályáról... Ha megnézzük a kamerafelvételeket, különösen Michael Schumacher fedélzeti kamerájáét, nem láthatunk alulkormányzottságra utaló jeleket. Ayrton korrigált, majd fél-egy másodperccel később keményen a fékre lépett. A kérdés az, miért? Az autó feneke sokkal nehezebbnek tűnt a második körben, ami megint szokatlannak tűnik, de valószínű, hogy a jobb hátsó abroncs felkapott egy defektből származó törmeléket a pályán.”

## Biztonsági fejlesztések

Az imolai pályarajz, már a szigorított biztonsági előírásoknak megfelelő átépítések után

Május 3-án az FIA az Olasz Autóklub kérésére találkozót hívott össze a hétvégi események áttekintésére. Később az irányítótestület bejelentette új biztonsági intézkedéseit, melyek közt szerepelt, hogy a testület a következő, Monacói nagydíjtól szabályozta az autók sebességét a bokszutcában való haladáskor, illetve az egyes csapatok szerelőinek nem szabadott a pitben tartózkodniuk, ha versenyzőjük nem folytat éppen kerékcserét vagy nem tankolás céljából állt ki. Május 8-án Federico Bendinelli, aki Imolában ellenőrizte a Tamburello útfelületét, úgy nyilatkozott, hogy az biztonságos. A Williamsnél folytatott vizsgálatok során megpróbálták lemásolni Senna balesetének körülményeit, hogy adatokat modellezhessenek.
A következő futam előtt Niki Lauda bejelentette, hogy a pilóták érdekvédelmi szervezete, a Grand Prix Drivers' Association (GPDA) újból megalakul. A megválasztott képviselők közt voltak Laudán kívül az aktív versenyzők közül Michael Schumacher, Gerhard Berger és Christian Fittipaldi. A szezon során bekövetkezett tragikus balesetek után a GPDA követelte az FIA-t, hogy javítsa a Formula–1 biztonságát. Az FIA gyorsan reagált, és a következő szabályváltoztatásokat vezette be:
A spanyol nagydíjtól
- A diffúzorok mérete csökken,
- Az elülső szárnylapok felemelkednek,
- Az első szárny mérete csökken.
- Kombináltan ez mintegy 15%-kal csökkenti a leszorítóerő mértékét.

A kanadai nagydíjtól,
- A versenyzők fejének oldalsó védelmének javítása a pilótafülke oldalainak magasságának növelésével,
- A Formula–1-es autók minimális súlya 25 kg-mal nőtt,
- Az első felfüggesztések megerősítése, hogy csökkentsék annak lehetőségét, hogy egy első kerék meglazuljon és az sérülést okozhasson a pilótának,
- A pilótafülke meghosszabbítása,
- Egy tüzelőanyag-szivattyú használatának lehetősége,
- A motorok légzsákjai eltávolításra kerültek a motorok légáramának csökkentése érdekében, így csökkentve a rendelkezésre álló teljesítményt.
- Az egyéb változások közé tartoznak a jobb ütközésgátlók, az újratervezett pályák és gumiabroncsok, a magasabb ütközésbiztonsági szabványok, a vezető pilótafülke magasabb oldalai és a 3 literes motorok határa.[49] Az FIA azonnali vizsgálatot indított az imolai pályán, új szerződésük feltétele a Tamburello kanyar bal-jobb sikánjának átépítése volt.

1995 februárjában egy 500 oldalas jelentést bocsátottak az ügyészek elé, amelyben azt írták, hogy Senna balesetének oka a kormányoszlop meghibásodása volt.

## Alternatív elméletek
Az érzelmi stressz is ok lehetett - a korábbi Formula–1-es világbajnok Nelson Piquet azt mondta, Senna nyomás alatt volt, és az utolsó napokban érzelmi stresszben is szenvedett. 1994-ben Senna majdnem egy éve randevúzott a modell Adriane Galisteu-val. Az imolai Grand Prix-t megelőző héten Portugáliában készült fel, és a régi barátnője, Xuxa szabályosan zaklatta, hogy Adriane-nel való kapcsolatát szakítsa meg és térjen vissza hozzá. Senna testvére, Leonardo egy nappal a baleset előtt egy kazettát adott Sennának, ami állítólag tartalmaz egy beszélgetést Galisteu és az exbarátja között. Emellett Rubens Barrichello balesete és Roland Ratzenberger halála is megrázta a brazilt. Alain Prost a Senna című dokumentumfilmben úgy nyilatkozott, hogy volt valami furcsa Senna viselkedésében amikor találkoztak a verseny előtt. Felmerült a szándékos öngyilkosság gyanúja is, de ezt hamar elvetették.
Patrick Head, a Williams műszaki igazgatója szerint Senna vezetői hibát vétett, amit arra alapozott, hogy Michael Schumacher a verseny után azonnal elmondta neki, hogy Senna autója bizonytalannak tűnt a balesetet megelőző körben. Damon Hill azt mondta, meggyőződése, hogy Senna hibázott.
Adrian Newey, aki Senna autóját tervezte, azt mondta, defekt okozhatta a balesetet, erre bizonyíték a Lamy és Lehto ütközése után pályán maradt törmelék.

## Fordítás
- Ez a szócikk részben vagy egészben  a   Death of Ayrton Senna című angol Wikipédia-szócikk fordításán alapul.  Az eredeti cikk szerkesztőit annak laptörténete sorolja fel. Ez a jelzés csupán a megfogalmazás eredetét és a szerzői jogokat jelzi, nem szolgál a cikkben szereplő információk forrásmegjelöléseként.